# レックス・リーズン
レックス・リーズン（Rex Reason,  1928年11月30日 - 2015年11月19日）は、アメリカ合衆国の俳優である。

## 来歴
1928年、ドイツのベルリンに生まれる。その後すぐに家族でアメリカに帰国し、カリフォルニア州で育った。戦時中の17歳の時に、アメリカ軍へ従軍している。1948年から同州のパサデナにある地元劇団パサデナ・プレイハウスで舞台に立ち始めキャリアをスタート。3年間舞台で演技力を磨き、1951年にハリウッドへ渡って『Storm Over Tibet』のスクリーンテストに合格し、主演後は製作したコロンビア ピクチャーズと2年間の専属契約を結んだ。その後、ユニバーサル映画と契約を結び、様々な映画やテレビドラマなどへ出演し、役者としての地位を確固たるものにした。ユニバーサル時代にはSF映画『宇宙水爆戦』でのミーチャム博士役などで知られている。

### 死去
2015年11月19日、カリフォルニア州のウォルナットで癌により死去。86歳だった。

## 出演作品

### 映画
- Scaramouche (1952) ※ノークレジット
- Models Inc. (1952) ※ノークレジット
- The Girl in White (1952) ※ノークレジット
- Storm Over Tibet (1952)
- 情炎の女サロメ Salome (1953) ※ノークレジット
- Mission Over Korea (1953)
- 中国決死行 China Venture (1953)
- アパッチの怒り Taza, Son of Cochise (1954)
- サスカチワンの狼火 Saskatchewan (1954) ※声のみ、ノークレジット
- ヤンキー・パシャ (1954)
- 異教徒の旗印 Sign of the Pagan (1954)
- Smoke Signal (1955)
- 宇宙水爆戦 This Island Earth (1955)
- Kiss of Fire (1955)
- Lady Godiva of Coventry (1955)
- Raw Edge (1956)
- The Creature Walks Among Us (1956)
- Badlands of Montana (1957)
- 南部の反逆者 (1957)
- Under Fire (1957)
- The Rawhide Trail (1958)
- Thundering Jets (1958)
- The Sad Horse (1959)
- The Miracle of the Hills (1959)

### テレビドラマ
- フォード・テレビジョン・シアター The Ford Television Theatre (1953, 1957)
- マチネー・シアター Matinee Theatre (1956)
- ザ・ミリオネア The Millionaire (1956)
- Tales of the 77th Bengal Lancers (1957)
- 鉄拳児アダム Man Without a Gun (1957 - 1959)
- サンセット77 77 Sunset Strip (1960)
- ブロンコ Bronco (1960)
- バーボン・ストリート Bourbon Street Beat (1960)
- アリゾナ・トム Sugarfoot (1960)
- アラスカンズ The Alaskans (1960)
- ローリング20 The Roaring 20's (1960 - 1961)
- ペリー・メイスン Perry Mason (1962)
- G.E. True (1963)
- 幌馬車隊 Wagon Train (1963)